# Briefmarken-Jahrgang 1985 der Deutschen Bundespost Berlin
Der Briefmarken-Jahrgang 1985 der Deutschen Bundespost Berlin umfasste 20 Sondermarken.
Dauermarken wurden nicht ausgegeben.
Die Briefmarken dieses Jahrganges waren bis zum 31. Dezember 1991 frankaturgültig.
Der Nennwert der Marken betrug 14,60 DM; dazu kamen 4,20 DM als Zuschlag für wohltätige Zwecke.

## Liste der Ausgaben und Motive
Legende
- Bild: Eine bearbeitete Abbildung der genannten Marke. Das Verhältnis der Größe der Briefmarken zueinander ist in diesem Artikel annähernd maßstabsgerecht dargestellt. Sollten keine Marken abgebildet sein, liegt es daran, dass das Urheberrecht des Künstlers noch nicht erloschen ist.
- Beschreibung: Eine Kurzbeschreibung des Motivs und/oder des Ausgabegrundes. Bei ausgegebenen Serien oder Blocks werden die zusammengehörigen Beschreibungen mit einer Markierung versehen eingerückt.
- Wert: Der Frankaturwert der einzelnen Marke in Pfennig. Ein „+“ bedeutet, dass es sich um eine Zuschlagsmarke handelt (= Frankaturwert + Spende).
- Ausgabedatum: Das Datum des erstmaligen Verkaufs dieser Briefmarke.
- Auflage: Soweit bekannt, wird hier die zum Verkauf angebotene Anzahl dieser Ausgabe angegeben.
- Entwurf: Soweit bekannt, wird hier angegeben, von wem der Entwurf dieser Marke stammt.
- Mi.-Nr.: Diese Briefmarke wird im Michel-Katalog unter der entsprechenden Nummer gelistet.

| Sondermarken | |                  |                       |            |                        |         |
| Bild         | Beschreibung | Werte in Pfennig | Ausgabe- datum (1985) | Auflage    | Entwurf                | Mi.-Nr. |
|              | 200. Geburtstag von Bettina von Arnim Radierung von Ludwig Emil Grimm                                                                         | 50               | 21. Februar           | 11.550.000 | Bernd Görs             | 730     |
|              | 150. Todestag von Wilhelm von Humboldt Marmorskulptur von Paul Otto                                                                           | 80               | 21. Februar           | 7.600.000  | Bernd Görs             | 731     |
|              | Sporthilfe 1985 - Basketball-Europameisterschaft der Männer, in Stuttgart, Leverkusen und Karlsruhe                                           | 80+40            | 21. Februar           | 3.170.000  | Fritz-Dieter Rothacker | 732     |
|              | - 50 Jahre Deutscher Tischtennis-Bund (DTTB)                                                                                                  | 120+60           | 21. Februar           | 2.610.000  | Fritz-Dieter Rothacker | 733     |
|              | Bundesgartenschau Emblem der Bundesgartenschau in Berlin                                                                                      | 80               | 16. April             | 8.175.000  | Bernd Görs             | 734     |
|              | Für die Jugend 1985: Historische Fahrräder und Symbol des Internationalen Jahr des Kindes - Büssing-Rad (1868)                                | 50+20            | 16. April             | 2.400.000  | Heinz Schillinger      | 735     |
|              | - Kinderdreirad (1885) | 60+30            | 16. April             | 2.390.000  | Heinz Schillinger      | 736     |
|              | - Jaray-Rad (1925) | 80+40            | 16. April             | 2.410.000  | Heinz Schillinger      | 737     |
|              | - Opel-Rennrad (1925) | 120+60           | 16. April             | 2.380.000  | Heinz Schillinger      | 738     |
|              | 100. Geburtstag von Otto Klemperer | 60               | 7. Mai                | 6.100.000  | Bernd Görs             | 739     |
|              | 300 Jahre Berliner Börse | 50               | 7. Mai                | 9.580.000  | Bernd Görs             | 740     |
|              | Internationale Funkausstellung Berlin (IFA) 50 Jahre Deutscher Fernsehrundfunk, Fernsehkamera und Fernsehempfänger „FE 3“ (1935)              | 80               | 16. Juli              | 6.100.000  | Bernd Görs             | 741     |
|              | Weltkongress der Internationalen Gesellschaft für Gynäkologie und Geburtskunde (FIGO) in Berlin FIGO-Emblem                                   | 60               | 16. Juli              | 6.575.000  | Bundesdruckerei Berlin | 742     |
|              | 300. Jahrestag des Edikts von Potsdam Kurfürstlich Brandenburgisches Siegel und Titel des Edikts                                              | 50               | 15. Oktober           | 10.075.000 | Antonia Graschberger   | 743     |
|              | Wohlfahrtsmarken 1985: Miniaturen - Streublumen, Beeren, Vögel und Insekten nach Motiven aus den Bordüren eines mittelalterlichen Gebetbuches | 50+20            | 15. Oktober           | 9.490.000  | Holger Börnsen         | 744     |
|              | - Streublumen, Beeren, Vögel und Insekten nach Motiven aus den Bordüren eines mittelalterlichen Gebetbuches                                   | 60+30            | 15. Oktober           | 7.000.000  | Holger Börnsen         | 745     |
|              | - Streublumen, Beeren, Vögel und Insekten nach Motiven aus den Bordüren eines mittelalterlichen Gebetbuches                                   | 80+40            | 15. Oktober           | 11.340.000 | Holger Börnsen         | 746     |
|              | - Streublumen, Beeren, Vögel und Insekten nach Motiven aus den Bordüren eines mittelalterlichen Gebetbuches                                   | 120+60           | 15. Oktober           | 3.970.000  | Holger Börnsen         | 747     |
|              | 50. Todestag von Kurt Tucholsky | 80               | 12. November          | 6.575.000  | Reinhold Gerstetter    | 748     |
|              | Weihnachtsmarken 1985 Anbetung der Könige, Mitteltafel des Dreikönigsaltars von Hans Baldung                                                  | 50+20            | 12. November          | 6.530.000  | Fritz Lüdtke           | 749     |